# لايبشتاندارته أدولف هتلر
فرقة لايبشتاندارته أدولف هتلر، ((بالألمانية: 1. SS-Panzerdivision "Leibstandarte SS Adolf Hitler") SS Panzerdivision "Leibstandarte SS Adolf Hitler" )  بدأت كحراسة شخصية لأدولف هتلر، مسؤولة عن حراسة الفوهرر شخصيا ومكاتبه ومساكنه. كانت في البداية بحجم فوج، نمت في حجمها إلى وحدة بحجم فرقة النخبة خلال الحرب العالمية الثانية.
شاركت ليبستارت في القتال أثناء غزو بولندا، ودمجت في فافن إس إس مع إس إس-فافوغن شتوبر (SS-VT) والوحدات القتالية في إس إس-وحدات الجماجم (SS-TV) قبل عملية عملية بارباروسا في عام 1941. بحلول منتصف عام 1942، تم زيادة حجمها من فوج إلى فرقة Panzergrenadier وعُين SS SS Panzergrenadier Division "Leibstandarte SS Adolf Hitler" . تلقت شكلها النهائي كفرقة بانزر في أكتوبر 1943.
ارتكب أعضاء ليبستارت العديد من الفظائع وجرائم الحرب، بما في ذلك مذبحة Malmedy. لقد قتلوا ما يقدر بنحو 5000 أسير حرب في الفترة 1940-1945، معظمهم على الجبهة الشرقية. 

## التاريخ المبكر (1923-1933)
أدركت القيادة في الأيام الأولى للحزب النازي أن هناك حاجة إلى وحدة حراسة شخصية مؤلفة من رجال موثوق بهم. قام إرنست روم بتكوين حراسة من 19.Granatwerfer-Kompanie ومن هذا التكوين تطورت إلى كتيبة العاصفة (SA). أمر أدولف هتلر في أوائل عام 1923 بتشكيل حراسة شخصية منفصلة مخصص لخدمته بدلاً من «كتلة مشتبه بها»، مثل كتيبة العاصفة.  في الأصل كانت الوحدة مكونة من ثمانية رجال فقط، بقيادة يوليوس شريك وجوزيف بيرشتولد.  وقد تم تعيينه Stabswache (حارس الموظفين).  تم إصدار لStabswache شارات فريدة من نوعها، ولكن في هذه المرحلة كان لا يزال تحت سيطرة كتيبة العاصفة. أعاد شريك إحياء استخدام توتنكوبف («رأس الموت») كشعار للوحدة، وهو رمز استخدمته مختلف قوات النخبة في الماضي، بما في ذلك قوات هجومية متخصصة من ألمانيا الإمبراطورية في الحرب العالمية الأولى التي استخدمت تكتيكات تسلل هوتير. 
في مايو 1923، تم تغيير اسم الوحدة إلى Stoßtrupp (قوات الصدمة) - هيتلر.  لم يكن عدد الوحدات يتجاوز 20 عضوًا في ذلك الوقت.  في 9 نوفمبر 1923، شاركت قوات الصدمة، جنبًا إلى جنب مع كتيبة العاصفة والعديد من الوحدات شبه العسكرية النازية، في انقلاب بير هول الفاشل في ميونيخ. في أعقاب ذلك، تم سجن هتلر وتم حل حزبه وجميع التشكيلات المرتبطة به، بما في ذلك قوات الصدمة. 

النموذج الثاني لمعيار ليبستارت

في منتصف العشرينات من القرن العشرين، ظل العنف جزءًا كبيرًا من السياسة البافارية.  كان هتلر هدفًا محتملًا. في عام 1925، أمر هتلر بتشكيل وحدة حراسة شخصية جديدة، Schutzkommando (أمر الحماية).  تمت إعادة تسمية الوحدة باسم Sturmstaffel (سرب الهجوم) وفي نوفمبر تم تغيير اسمها إلى الشوتزشتافل، والمختصرة باسم إس إس.  بحلول عام 1933، نمت قوات الأمن الخاصة من وحدة حراسة شخصية صغيرة إلى أكثر من 50000 رجل. تم اتخاذ قرار بتشكيل وحدة حراسة شخصية جديدة، تُعرف مرة أخرى باسم Stabswache، والتي كانت تتكون في معظمها من رجال من فرقة SS-Standarte الأولى.  بحلول عام 1933، وضعت هذه الوحدة تحت قيادة سيب ديتريش، الذي اختار 117 رجلاً لتشكيل SS-Stabswache Berlin في 17 مارس 1933.  حلت الوحدة محل حراس الجيش في مستشارية الرايخ.  من بين هذه المجموعة الأولية، أصبح ثلاثة منهم في نهاية الأمر قادة فرقًا، وأصبح ثمانية منهم على الأقل قادة فوجيين، وأصبح خمسة عشر قائدًا لكتيبة، وأصبح أكثر من ثلاثين قائدًا في فرقة لفافن إس إس. 
في نوفمبر 1933، في الذكرى السنوية العاشرة لبإنقلاب بير هال، شارك إس إس-ساندركوماندوس في المسيرة والاحتفال التذكاري لأعضاء الحزب النازي الذين قتلوا خلال الانقلاب. خلال الحفل، أقسم أعضاء إس إس-ساندركوماندوس بالولاء الشخصي لهتلر. في النهاية، حصلت الوحدة على لقب جديد، «ليبستارت أدولف هتلر» (LAH).  وقد اشتق المصطلح Leibstandarte جزئيا من Leibgarde - ترجمة ألمانية قديمة ل«حرس سلاح» أو حارس شخصي لزعيم عسكري («ليب» = مضاءة. «الجسم والجذع») - وStandarte: وشوتزشتافل (SS) أو مصطلح كتيبة العاصفة (SA) لوحدة بحجم الفوج، وأيضًا الكلمة الألمانية لنوع معين من العلم الشعار (قياسي).

## توسيع

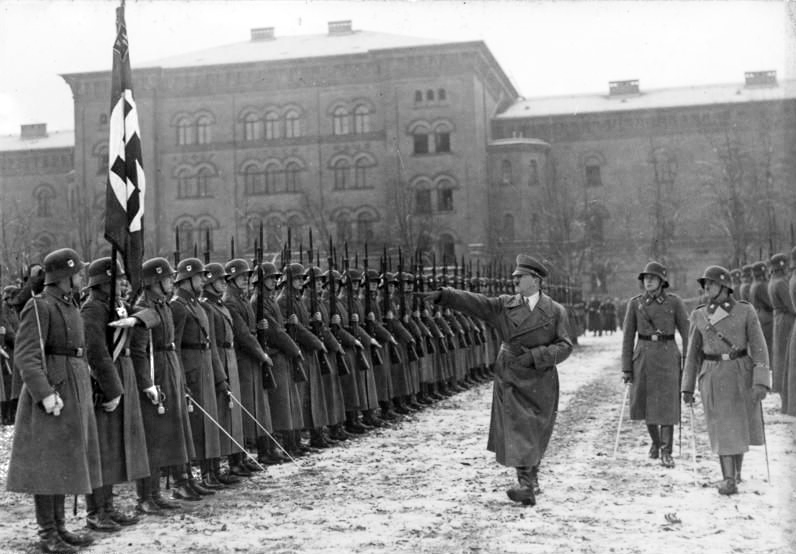
ديسمبر 1935 موكب أدولف هتلر في ثكنات LSSAH. يوزاف ديتريش في أقصى اليمين

في 13 أبريل 1934، طلب زعيم الرايخ إس إس هاينريش هيملر إعادة تسمية ليبستارت أدولف هتلر (LAH) «Leibstandarte ليبستارت إس إس أدولف هتلر» (LSSAH). أدخل هيملر الاحرف الأولى من اسم اس اس في الاسم لتوضيح أن الوحدة كانت مستقلة عن الجيش أو الفيرماخت.  واعتبرت LSSAH وحدة «اشتراكية وطنية»، والتي نمت في نهاية المطاف إلى فرقة النخبة بانزر لفافن غس إس.  على الرغم من أن ديتريش كان تابعا اسميا تحت قيادة هيملر، فقد كان ديتريش القائد الحقيقي والإدارة اليومية. 
خلال عام 1934، واصل ستابشيف-كتيبة العاصفة إرنست روم المطالبة بالمزيد من النفوذ السياسي لصالح كتيبة العاصفة القوية بالفعل. قرر هتلر أنه يجب القضاء على كتيبة العاصفة كقوة سياسية مستقلة، وأمر ليبستارت بالإسهاب بالاستعداد لهذه المهمة. شكلت ليبستارت سريتين تحت سيطرة يورغن فاغنر و Otto Reich، وتم نقل هذه التشكيلات إلى ميونيخ في 30 يونيو. 
أمر هتلر جميع قادة كتيبة العاصفة بحضور اجتماع في فندق Hanselbauer في باد فيسزيه، بالقرب من ميونيخ. سافر هتلر مع سيب ديتريش ووحدة من ليبستارت إلى باد فيسي للإشراف شخصيًا على اعتقال روم في 30 يونيو. في وقت لاحق حوالي الساعة 17:00، تلقى ديتريش أوامر من هتلر للى ليبستارت لتشكيل «فرقة إعدام» والذهاب إلى سجن Stadelheim حيث تم احتجاز بعض قادة كتيبة العاصفة.  هناك في فناء السجن، أطلق فريق من ليبستارت النار على خمسة من جنرالات كتيبة العاصفة وكولونيل.  تم إطلاق النار على «خونة» مزعومين إضافيين في برلين من قبل وحدة تابعة لليبستارت.  في 1 يوليو، وافق هتلر أخيرًا مع غورينج وهيملر على أنه يجب إعدام روم.  في ما أطلق عليه النازيون اسم Pöch Pöch، ولكن بعد ذلك أصبح يُعرف باسم ليلة السكاكين الطويلة، قامت ليبستارت مع غيستابو وLandespolizeigruppe، بتنفيذ أعمال فرق الموت. أُعدم ما لا يقل عن 85 شخصًا، ولكن على الأرجح أن لا يقل عن ضعف هذا العدد من الأشخاص، دون محاكمة خلال الأيام القليلة المقبلة.  
نجح هذا الإجراء في قطع رأس قكتيبة العاصفة بشكل فعال وإزالة تهديد روم لقيادة هتلر. تقديرا لأعمالهم، تم توسيع كل من ليبستارتو Landespolizeigruppe General Göring لتكون بحجم فوج الي. بالإضافة إلى ذلك، أصبحت إس إس مؤسسة مستقلة، ولم تعد جزءًا من كتيبة العاصفة. 

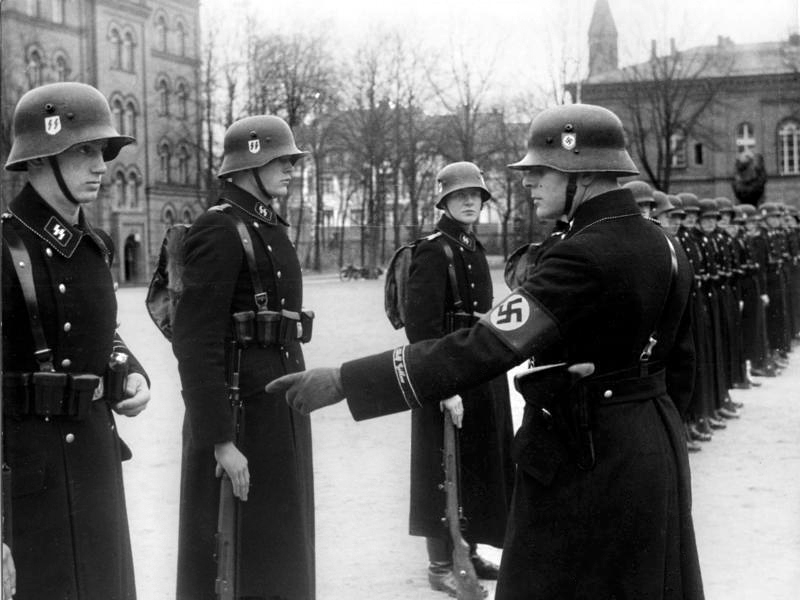
ثكنة ليبستارتإس إس أدلوف هتلر في برلين، 1938

## القادة
صورة
| الاسم | تولى المنصب   | ترك المنصب                                       | الحزب           | الحزب           |                   |
| ----- | ------------- | ------------------------------------------------ | --------------- | --------------- | ----------------- |
| 1     | يوزاف ديتريش  | SS-Oberst-Gruppenführer يوزاف ديتريش (1892–1966) | 15 August 1938  | 4 July 1943     | 4 سنوات و323 أيام |
| 2     | Theodor Wisch | SS-Brigadeführer Theodor Wisch (1907–1995)       | 4 July 1943     | 20 August 1944  | 1 سنة و47 أيام    |
| 3     | فيلهلم مونكه  | SS-Brigadeführer فيلهلم مونكه (1911–2001)        | 20 August 1944  | 6 February 1945 | 170 أيام          |
| 4     | Otto Kumm     | SS-Brigadeführer Otto Kumm (1909–2004)           | 6 February 1945 | 8 May 1945      | 91 أيام           |

## أعضاء بارزون
- أوتو Beisheim - الصناعي
- أوتو غونش
- كلاوس هافنشتاين - ممثل
- كورت ماير
- روشوس ميش
- يواكيم بيبير
- فرانز شونهوبر - سياسي
- برنارد سيبكن - مجرم الحرب
- مايكل ويتمان
- ماكس ونش